# Raymond Thompson
Raymond Webster Thompson, född 5 april 1949 i Redditch, Worcestershire, Storbritannien, död 15 januari 2025 i Australien, var en nyzeeländsk manusförfattare, kompositör och film- och TV-producent.
Thompson växte upp i Ontario efter att hans föräldrar emigrerades till Kanada.
Han var mest känd som skaparen av TV-serien The Tribe.